# Орєхов Олег Борисович
Оле́г Бори́сович Орє́хов (нар. 20 серпня 1967) — колишній український футбольний арбітр. Арбітр ФІФА. Найкращий футбольний арбітр України сезону 2007/08 за версією ПФЛ. Згідно з рішенням УЄФА від 18 березня 2010 року дискваліфікований пожиттєво.

## Кар'єра
Судив регіональні змагання аматорів з 1994 року, аматорів України — з 1995 року. Арбітр другої ліги з 1996, першої ліги з 1997 року.
Від 2002 року був арбітром у вищій лізі України. Представляв місто Київ. Арбітр ФІФА з 2003.

### Дискваліфікація
У лютому 2010 року дисциплінарний комітет УЄФА тимчасово відсторонив арбітра від роботи на 30 днів за результатами розслідування корупції у футболі, проведеного німецькою поліцією. Згідно з рішенням УЄФА від 18 березня 2010 року пожиттєво дискваліфікований. Йому заборонено займатися будь-якою футбольною діяльністю.
Одружений. Хобі: мандрівки, театр.

## Статистика сезонів в елітному дивізіоні
Дані з урахуванням сезону 2009/10
І — ігри, Ж — жовті картки, Ч — червоні картки, П — призначені пенальті
| Сезон    | І  | Ж  | Ч | П |
| -------- | -- | -- | - | - |
| 2002/03  | 7  | 34 | 5 | - |
| 2003/04  | 12 | 47 | 3 | 1 |
| 2004/05  | 14 | 76 | 2 | 6 |
| 2005/06  | 14 | 47 | 4 | 5 |
| 2006/07  | 12 | 59 | 4 | 2 |
| 2007/08  | 15 | 65 | 2 | 7 |
| 2008/09  | 9  | 37 | 3 | 1 |
| 2009/10* | -  | -  | - | - |

* — Проводив матчі молодіжної першості та першої ліги